# Willy Faktorovitch
Willy Faktorovitch, auch nur unter seinem Vornamen Willy bekannt, (* 1889 in Kiew, Russisches Kaiserreich, heute Ukraine; † 1960 in Frankreich) war ein russisch-französischer Kameramann.

## Leben und Wirken
Faktorovitch kam als Kind nach Frankreich und begann seine berufliche Laufbahn im Jahre 1905 als Aktualitäten-Kameramann. Zu Beginn der 1910er Jahre war er kurzzeitig bei Pathé angestellt, von 1912 bis 1919 arbeitete Willy für Éclair-Journal. Unmittelbar nach dem Ende des Ersten Weltkriegs begann er als Kameramann für Kinofilme und blieb dieser Tätigkeit bis zu seiner Pensionierung im Alter von 65 Jahren verbunden. Nur wenige der von ihm fotografierten Kinoproduktionen wie beispielsweise Marcel Pagnols Inszenierung “César” (1936) besitzen filmhistorische Bedeutung.
Willy Faktorovitchs Sohn Charly Grégoire Faktorovitch, der sich professionell Charly Willy-Gricha (Neuilly 22. November 1915 – Paris 23. Juli 1987) nannte, arbeitete gleichfalls als Kameramann. Seine Filmografie wird häufig fälschlicherweise mit der seines Vaters vermengt.

## Filmografie
- 1919: Histoire d'un oncle, d'une nièce et d'un sabot
- 1920: Les Morts qui parlent
- 1920: Vers l'argent
- 1921: La Vivante épingle
- 1922: Le Diamant viert
- 1923: Tao
- 1923: L'Ombre du péché
- 1924: Mandrin
- 1924: L'aventurier
- 1924: Das Reifezeugnis (Les Grands)
- 1925: Le Bossu
- 1925: La Justicière
- 1925: Destinée
- 1926: Yasmina
- 1927: Der Schachspieler (Le Joueur d'échecs)
- 1927: Celle qui domine
- 1928: La Venenosa
- 1928: Tu m'appartiens!
- 1929: Die Rache des Araberfürsten (Dans l’ombre du harem)
- 1930: Le Défenseur
- 1931: Olive se marie
- 1931: Der Zug des Herzens (La Ronde des heures)
- 1932: Mimi Pandore
- 1932: Le Cordon bleu
- 1933: Noces et banquets
- 1933: Jofroi
- 1934: Le Paquebot Tenacity
- 1934: Angèle
- 1935: Sacré Léonce
- 1935: Sous la griffe
- 1936: Marinella
- 1936: César
- 1937: Das Mädchen und der Scherenschleifer (Régain)
- 1937: Claudine à l'école
- 1938: Le Schpountz
- 1938: Les Femmes collantes
- 1939: Prince Bouboule
- 1939: Paris New-York
- 1939: L'Or du Cristobal
- 1940: Bécassine
- 1940: La Fille du puisatier
- 1941: Un chapeau de paille d'Italie
- 1942: Chambre 13
- 1942: Les Petits Riens
- 1943: La Sévillane
- 1943: Une vie de chien
- 1947: Le Studio en folie
- 1947: Cœur de coq
- 1948: Die schöne Müllerin (La belle meunière)
- 1949: Du pied
- 1951: Das weiße Abenteuer
- 1952: Manons Rache (Manon des sources)
- 1954: Tabor
- 1954: Les Lettres de mon moulin